# Starting Over (альбом Криса Стэплтона)
| Совокупная оценка   | Совокупная оценка |
| Источник            | Оценка            |
| ------------------- | ----------------- |
| Metacritic          | 81/100            |
| Оценки критиков     |                   |
| Источник            | Оценка            |
| AllMusic            | [ 2 ]             |
| American Songwriter | [ 3 ]             |
| The Independent     | [ 4 ]             |
| PopMatters          | [ 5 ]             |
| Rolling Stone       | [ 6 ]             |
| Slant Magazine      | [ 7 ]             |

Starting Over — четвёртый студийный альбом американского кантри-певца и автора-исполнителя Криса Стэплтона, изданный 13 ноября 2020 года на студии Mercury Nashville.
18 апреля 2021 года на 56-й церемонии вручения наград Академии кантри-музыки получил награду в категории «Альбом года».
3 апреля 2022 года на 64-й церемонии «Грэмми» он выиграл в категории Best Country Album, песня «You Should Probably Leave» выиграла в категории Best Country Solo Performance, а песня «Cold» — в категории Best Country Solo Performance.

## История
Альбом вышел 13 ноября 2020 года на лейбле Mercury Nashville. Стэплтон был соавтором почти всех песен и сопродюсером альбома вместе с Дэйвом Коббом.

## Отзывы
Альбом получил в целом положительные отзывы музыкальных критиков и интернет-изданий: Metacritic, American Songwriter, The Independent, PopMatters, Rolling Stone, Slant Magazine.

## Награды и номинации
| Год  | Награда                          | Категория          | Результат | Ссылка |
| ---- | -------------------------------- | ------------------ | --------- | ------ |
| 2021 | Country Music Association Awards | Album of the Year  | Победа    | [ 13 ] |
| 2021 | Academy of Country Music Awards  | Album of the Year  | Победа    | [ 14 ] |
| 2022 | Grammy Awards                    | Best Country Album | Победа    | [ 10 ] |

## Коммерческий успех
Starting Over дебютировал на позиции № 3 в американском хит-параде Billboard 200 с тиражом 130,000 единиц (включая 75 тыс. чистых продаж, 25 тыс. стриминговых SEA-единиц (что равно 33,01 млн on-demand стрим-потоков альбомных песен) и 3 тыс. TEA-единиц. Это четвёртый диск певца в лучшей десятке в США и все попали в верхнюю тройку.
Это его 4-й в сумме чарттоппер в двух других хит-парадах: Top Country Albums и Americana/Folk Albums.

## Список композиций
| №   | Название                           | Длительность |
| --- | ---------------------------------- | ------------ |
| 1.  | «Starting Over»                    | 4:00         |
| 2.  | «Devil Always Made Me Think Twice» | 3:51         |
| 3.  | «Cold»                             | 5:09         |
| 4.  | «When I'm with You»                | 3:43         |
| 5.  | «Arkansas»                         | 2:58         |
| 6.  | «Joy of My Life»                   | 4:34         |
| 7.  | «Hillbilly Blood»                  | 4:05         |
| 8.  | «Maggie's Song»                    | 3:31         |
| 9.  | «Whiskey Sunrise»                  | 3:22         |
| 10. | «Worry B Gone»                     | 3:15         |
| 11. | «Old Friends»                      | 4:01         |
| 12. | «Watch You Burn»                   | 4:03         |
| 13. | «You Should Probably Leave»        | 3:33         |
| 14. | «Nashville, TN»                    | 3:35         |

## Чарты
| Чарт (2020)                        | Высшая позиция |
| ---------------------------------- | -------------- |
| Австралия (ARIA)                   | 15             |
| Бельгия/Фландрия (Ultratop)        | 92             |
| Канада (Canadian Albums Chart)     | 2              |
| Нидерланды (Album Top 100)         | 19             |
| Германия (Offizielle Top 100)      | 61             |
| Швеция (Sverigetopplistan)         | 22             |
| Швейцария (Schweizer Hitparade)    | 16             |
| Великобритания (UK Albums Chart)   | 31             |
| США (Billboard 200)                | 3              |
| США (Billboard Top Country Albums) | 1              |
| США (Billboard Folk Albums)        | 1              |

| Чарт (2020)                         | Позиция |
| ----------------------------------- | ------- |
| Канада (Billboard)                  | 32      |
| США (Billboard 200)                 | 32      |
| США (Top Country Albums, Billboard) | 4       |

## Сертификации
| Регион                                                                      | Сертификация | Продажи   |
| --------------------------------------------------------------------------- | ------------ | --------- |
| Канада (Music Canada)                                                       | Платиновый   | 80 000    |
| США (RIAA)                                                                  | Платиновый   | 1 000 000 |
| Данные о продажах + прослушиваниях приведены только на основе сертификации. |              |           |